# Luz Ramos
Luz Ramos (Autlán de Navarro, Jalisco, 20 de abril de 1987) es una actriz mexicana. Ha trabajado en las series El Vato y Hasta que te conocí. También es la protagonista de la serie sobre la vida de Jenni Rivera, Su nombre era Dolores, la Jenn que yo conocí.

## Filmografía

### Películas
| Año  | Título  | Función      | Notas        |
| ---- | ------- | ------------ | ------------ |
| 2013 | Mímesis | La animadora | Cortometraje |

### Televisión
| Año       | Título                                       | Función                       | Notas                               |
| --------- | -------------------------------------------- | ----------------------------- | ----------------------------------- |
| 2008      | La rosa de Guadalupe                         | Natalia                       | Episodio: "Te amaré hasta el final" |
| 2010–2011 | Los héroes del norte                         | Yareli                        | 3 episodios                         |
| 2012      | Un refugio para el amor                      | Función desconocida           | 2 episodios                         |
| 2012      | Secretos de vecindad                         | Raquel                        | Recurring Función                   |
| 2013      | Entre sábanas negras                         | Luz Torres                    | Recurring Función                   |
| 2014–2015 | Como dice el dicho                           | Micaela / Olivia / Elizabeth  | 3 episodios                         |
| 2016      | El Vato                                      | Roxana Sotomayor              | Episodio: "¿Tienes talento?"        |
| 2016      | Rosario Tijeras                              | Rocío                         | Recurrente                          |
| 2016      | Hasta que te conocí                          | Meche                         | Recurring Función; 5 episodios      |
| 2016      | Despertar contigo                            | Función desconocida           | 3 episodios                         |
| 2016      | Señora Acero                                 | Carmen Vistas                 | Recurring Función                   |
| 2017      | Su nombre Era Dolores, la Jenn que yo conocí | Jenni Rivera                  | Reparto principal                   |
| 2017–2018 | Caer en tentación                            | Laura García Jiménez de Godoy | Reparto principal                   |
| 2019      | Ringo                                        | Rosa Montes "Boxeadora"       | -                                   |
| 2019      | Preso No.1                                   | Clara Nevares                 | Reparto recurrente                  |
| 2019      | Decisiones: Unos ganan otros pierden         | Eugenia Hernández             | Episodio: "Speed"                   |
| 2020      | Súbete a mi moto                             | Luisa                         | Recurrente                          |
| 2020–2021 | Imperio de mentiras                          | Adriana Sánchez               | Reparto principal                   |
| 2022      | ¿Quién mató a Sara?                          | Secretaría Farmacéutica       | Recurrente                          |
| 2022      | Reputación dudosa                            | Laura                         | Recurrente                          |
| 2023      | El doctor del pueblo                         | Dolores                       | Unitario                            |
| 2024      | El amor no tiene receta                      | Mireya Roble Ruiz             | Coprotagonista                      |
| 2024      | Fugitivas, en busca de la libertad           | Eréndira                      | Recurrente                          |